# 蓮峰廟

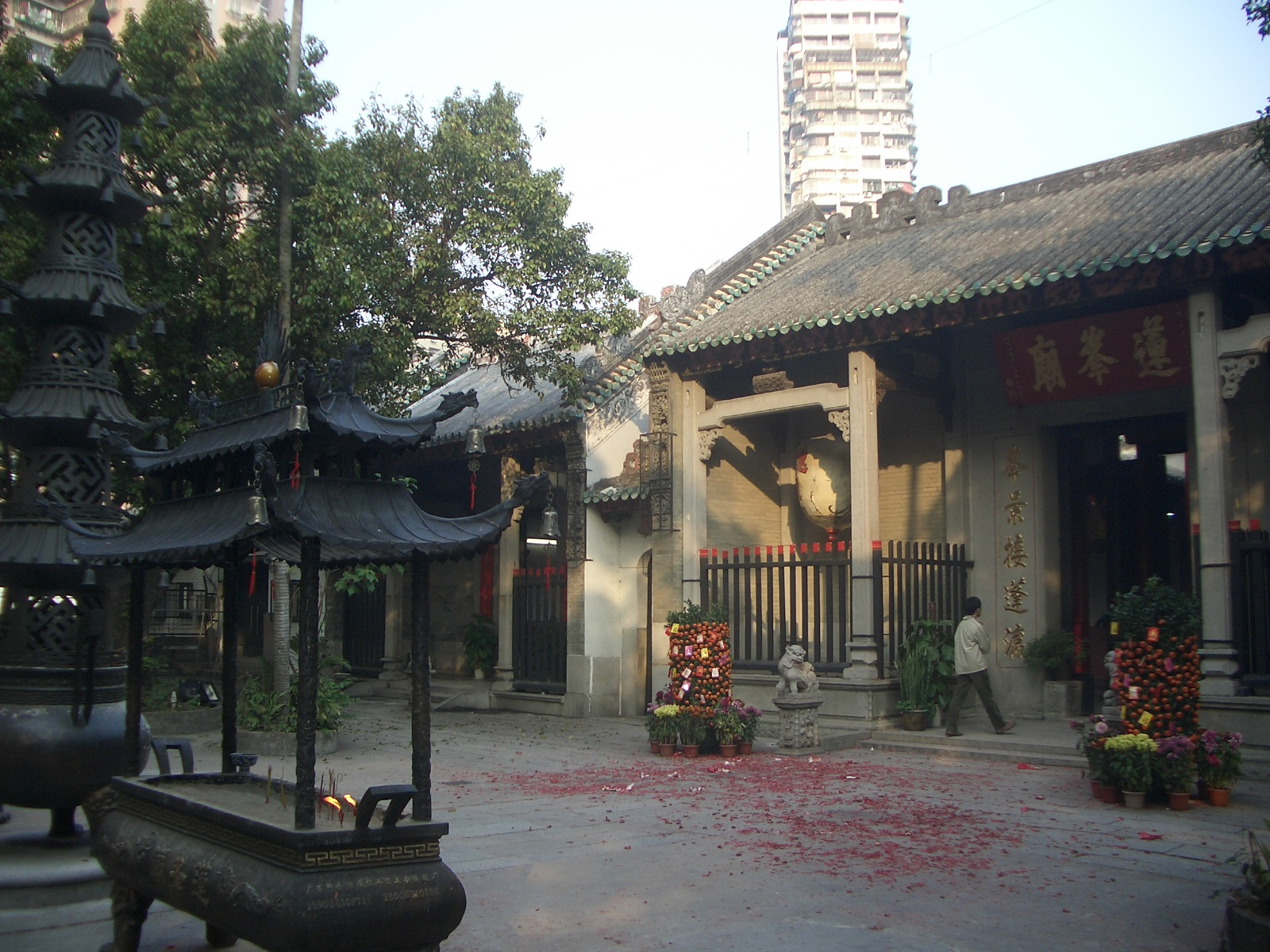
蓮峰廟

蓮峰廟，又稱蓮峰寺、天后宮、慈護宮，是位於澳門提督馬路的道觀，為澳門三大古廟之一。在廟前空地則建有林則徐全身石像和澳門林則徐紀念館。廟內亦設有澳門目前唯一的廟學—蓮峰普濟學校。
蓮峰廟初建於明朝，古名為天后宮或天妃廟，主要供奉天后娘娘。整座建築物屬典型廟宇建築，橫連三間，前後兩進。首進的中殿供奉天后娘娘，殿前有方亭一座，曾為清朝官吏辦案的駐節處之用；二進的中殿供奉觀音。首二進之側殿分別供奉其他神祇。清朝時曾經五次重修，方成現今之規模。

## 名稱
廟宇初建時主要供奉天后娘娘，古名為天后宮（天妃廟）。到清雍正元年(1723年)擴建後，更名為慈護宮。由於廟內供奉了觀音菩薩與關聖帝君，而匾額卻只有「天后」、「天妃」字樣，遂有改名之議，直到清嘉慶年間，香山縣縣令許乃來按西嶽華山廟的先例，手書門額「蓮峰廟」三字，從此天后宮改成了蓮峰廟。名為「蓮峰」是對其位置的描述，今望廈山原名為蓮峰山，廟宇依河而立，有蓮香四溢，因而得名。到光緒年間廟宇大修時，才將此三字作成了匾額，高懸於廟門之上。乾隆年間又重修，名為蓮峰新廟。因常為清朝官吏的臨時駐節處，故又有官廟之稱。

## 歷史
蓮峰廟初建於明萬曆廿年(1592年)，有僧人在此為人消災去疾而享譽四方。其後得信眾捐贈金銀布帛，建成此廟，規模細小。到清雍正元年(1723年)進行擴建，更名慈護宮；乾隆年間又重修，名為蓮峰新廟；經過1876年重修後，始成今日模樣。廟內供奉格局亦保持至今，成為有別於其他寺廟的一大特色。蓮峰廟曾是當年官吏和華人商賈的議事廳，直至清朝嘉慶和道光年間仍為官吏臨澳辦案的駐節處。
為紀念民族英雄林則徐曾到訪此廟，蓮峰廟慈善值理會於1989年在廟前空地豎立林則徐雕像，1997年興建林則徐紀念館。

## 歷史價值
與此廟有關的著名歷史事件是清朝欽差大臣林則徐與兩廣總督鄧廷楨到澳門巡視時，於清道光十九年七月廿六日（即1839年9月3日）在蓮峰廟內的天后殿前的亭台接見澳葡理事官，申明嚴禁鴉片，下令驅逐鴉片販子。接見官員的亭台至今還在，廟前的林則徐像和林則徐紀念館乃為記念。
蓮峰廟旁，保存了刻有葡萄牙盾徽的石塊（又稱「亞婆石」），以紀念1849年8月22日澳門總督亞馬留總督在此地被刺殺。
廟內藏有的雲水僧釋童真大師的二字掛匾「妙觀」和一幅展示歷史和神話的立面浮雕等珍藏，都增添了蓮峰廟在歷史和藝術上的價值。

## 供奉神祇
- 主神︰媽祖（天后），觀音菩薩
- 其他神祇︰關聖帝君、神農大帝、醫靈大帝、金花夫人、痘母元君、倉頡聖人、沮誦先師

## 公共巴士
M11 拱形馬路／蓮峰廟（Est. Arco / Templo Lin Fung）
路線：1A、8、27、28B、N1B
M229 三角花園（Jardim Triangular）
路線：1、9、9A